# Абдуразаков, Ишенбай Абдуразакович
Ишенбай Абдуразакович Абдуразаков (12 августа 1937 — 23 апреля 2014) — советский и киргизский государственный деятель и дипломат, чрезвычайный и полномочный посол, государственный секретарь Кыргызстана (1996—1999).

## Биография
Ишенбай Абдуразаков родился в Чолпон-Ате, Иссык-Кульская область.
В 1959 году окончил Московский государственный экономический институт, получив специальность «инженер-экономист». Владел японским и английским языками.
В 1959—1962 годах работал инженером отдела баланса и материально-технического снабжения Госплана Киргизской ССР.
В 1962—1964 годах учился в аспирантуре Института экономики АН СССР. После аспирантуры год отработал младшим научным сотрудником Института экономики АН Киргизской ССР. В 1965—1967 годах был инструктором отдела науки и учебных заведений ЦК Компартии Киргизии.
В 1970 году окончил Высшую дипломатическую школу МИД СССР, после чего начал карьеру дипломата. В 1971—1975 годах был 3-м, 2-м секретарём посольства СССР в Японии. С 1975 по 1978 год — консул Генерального консульства СССР в Саппоро, Япония. В 1978—1981 годах был советником 2-го Дальневосточного отдела МИД СССР, а в 1981—1986 годах — советником посольства СССР в Японии. С 1986 по 1990 год заведовал сектором (затем — отделом) Японии МИД СССР.
В 1991 году окончил Курсы руководящих работников при МИД СССР, после чего был назначен генеральным консулом СССР в Саппоро, после распада СССР до 1994 года был в статусе генерального консула России.
В 1994—1996 годах работал консультантом-экспертом администрации Президента Кыргызстана, советником Президента. С 1996 по 1999 год был государственным секретарём Кыргызстана. Через три года, 26 октября 1999 года действующий Президент КР А. Акаев своим указом снял Ишенбая Абдуразакова с должности государственного секретаря.
В феврале 2000 года Ишенбай Абдуразаков выдвинул свою кандидатуру в депутаты Законодательного собрания, но из-за административного вмешательства властей страны в процесс выборов уступил в первом туре. Позже результаты голосования по этому округу были отменены по решению суда из-за обнаруженных нарушений.
В 2003 году вошёл в состав политисполкома, стал заместителем председателя Партии справедливости и прогресса. В ноябре 2004 года сам стал одним из основателей Движения «Жаны багыт» («Новый курс»). В апреле 2011 года стал председателем Общественного наблюдательного совета МИД Кыргызстана.
Был президентом общества Кыргызстан — Япония; председателем наблюдательного совета общественного фонда политических исследований «Проект будущего»; председателем попечительского совета дипломатической академии МИД Кыргызстана; членом попечительского совета Американского университета в Центральной Азии; профессором и заведующим кафедрой международных отношений Бишкекского гуманитарного университета.
Скончался у себя дома в Бишкеке вечером 23 апреля 2014 года от инсульта, вернувшись с работы из университета, на 77-м году жизни.

## Семья
Супруга, Юсупова Майрамкан Ажибековна (1939—2015), работала директором Музея изобразительных искусств. Пара воспитала четверых детей: сыновей Авазбека, Мурата (1968—2018), дочерей Айнуру и Жыпар.

## Награды и звания
- Орден «Данакер» (30 мая 2007 года) — за заслуги перед государством и народом Кыргызстана[6].
- Орден Восходящего солнца I степени на Большой ленте (2008, Япония)[7].
- Медаль Пушкина (23 августа 1999 года, Россия) — за большой вклад в сохранение и распространение российского культурного наследия в Киргизской Республике[8].
- Почётная грамота Кыргызской Республики (24 ноября 1994 года) — в связи с 50-летием кыргызской дипломатии, а также за активную и плодотворную работу[9]
- Почётная грамота Президиума Верховного совета РСФСР (12 августа 1987 года) — за многолетнюю плодотворную дипломатическую работу[10].
- Почётный гражданин Бишкека[11].
- Имеет ранг Чрезвычайного и Полномочного Посла.